# Harmodesmus latior
Harmodesmus latior är en mångfotingart som beskrevs av Hoffman 2005. Harmodesmus latior ingår i släktet Harmodesmus och familjen Gomphodesmidae. Inga underarter finns listade i Catalogue of Life.